# Conrad Quensel (biolog)
Conrad Quensel, född den 10 december 1767 i Ausås, död den 22 augusti 1806 på Karlbergs slott, var en svensk naturforskare. 
Quensel blev student vid Lunds universitet 1783, filosofie magister där 1787 och företog 1789 en resa till Lappland, varifrån han beskrev flera nya insekter. Han blev 1791 amanuens vid Botaniska trädgården i Uppsala, medicine doktor där 1797, intendent för Vetenskapsakademiens naturaliekabinett (nuvarande Naturhistoriska riksmuseet) 1798, lärare i kemi och naturalhistoria vid krigsakademien på Karlberg samma år och titulär professor i naturalhistoria och farmaci 1805.
Som intendent för naturaliekabinettet var han speciellt betydelsefull för de detaljerade kataloger han upprättade över samlingarna och den opublicerade historik ("Donationsbok för Kongl. Wettensk. Academiens i Stockholm Naturalcabinet") han skrev om kabinettet och som kom att användas av senare historieskrivare. Quensel författade största delen av texten till de fyra första banden av Johan Wilhelm Palmstruchs planschverk Svensk botanik (1802-1843) och till första banden av Svensk zoologi (1806).
Conrad Quensel var son till Ulrika Benedikta Billberg och kyrkoherden i Ausås, tidigare rektorn vid Malmö skola, Jacob Quensel, som var känd för sina kunskaper i naturalhistorien och en aktiv herrnhutare. Farfadern var astronomen Conrad Quensel. Conrad Quensel den yngre är begravd på Solna kyrkogård.